# Nyatura
Nyatura (quiniaruanda para "aqueles que batem forte"), também conhecidos como Mai-Mai Nyatura, e oficialmente chamados de Coletivo de Movimentos pela Mudança, são um grupo de milícias hútus quinxassa-congolesas que operam na região de Quivu da República Democrática do Congo.

## História
Os Nyatura foram formados pela primeira vez em 2010. Em vez de estarem organizados como um grupo único, são um grupo de facções armadas que frequentemente cooperam com outros elementos anti-Ruanda e anti-M23 na região durante o conflito de Quivu. No final de 2017, foi relatado que cerca de 15 facções distintas de Nyatura estavam ativas, algumas delas parte de coligações com outros grupos armados, e algumas independentes. Tal como muitas milícias na região de Kivu, foram contratadas pelos militares congoleses para lutar contra outros grupos antigovernamentais e anti-hutus em Kivu, ao mesmo tempo que cometeram violações dos direitos humanos, incluindo o recrutamento de crianças-soldados e ataques a civis e escolas.
Cada facção Nyatura recebe o nome de seu comandante. Algumas facções, como Nyatura-Domi e Nyatura-John Love, estão numa coligação com as Forças Democráticas pela Libertação de Ruanda (FDLR), um grupo rebelde dominado pelos hutus – acredita-se que as FDLR as tenham treinado. Acredita-se que Nyatura-Domi e Nyatura-John Love tenham 150 e 100 combatentes, respectivamente. Outras operaram ao lado das Forças Armadas da República Democrática do Congo (FARDC) e outras facções anti-M23 durante a rebelião do M23 de 2012 a 2013, com alguns combatentes Nyatura a serem integrados nas FARDC durante esse período.